# Scott Wright
Scott Wright, né le 8 août 1997 à Aberdeen en Écosse, est un footballeur écossais, qui évolue au poste d'ailier gauche à Birmingham City.

## Biographie

### En club
Né à Aberdeen en Écosse, Scott Wright est formé par le club de sa ville natale, le Aberdeen FC.
Le 3 juillet 2014, il fait ses débuts pour Aberdeen, lors d'un match de Ligue Europa contre le club letton de Daugava Riga. 
Le 31 janvier 2019, il est prêté à Dundee.
Le 25 janvier 2021, il est annoncé qu'il rejoindra Rangers à l'issue de la saison. Cependant, le 1er février 2021, il les rejoint.

### En équipe nationale
Avec les moins de 17 ans, il participe au championnat d'Europe des moins de 17 ans en 2014. Lors de cette compétition, il joue quatre matchs. Lors du premier tour, il marque un but contre l'Allemagne, puis délivre une passe décisive contre la Suisse. L'Écosse s'incline en demi-finale face aux Pays-Bas.
Avec les espoirs, il dispute les éliminatoires du championnat d'Europe espoirs 2019.

## Palmarès
- Vice-champion d'Écosse en 2015, 2016, 2017 et 2018 avec Aberdeen
- Finaliste de la Coupe d'Écosse en 2017 avec Aberdeen
- Vainqueur de la Coupe d'Écosse en 2022 avec Rangers
- Finaliste de la Coupe de la Ligue écossaise en 2023 avec Rangers
- Vice-champion d'Écosse en 2023 avec Rangers.
- Vainqueur de la Coupe de la Ligue écossaise en 2023-2024 avec Rangers.
- Champion de League One en 2024-25 avec Birmingham City.